# Aleksandr Kuznetsov
Aleksandr Kuznetsov   (Dubrovka, 10 de setembre de 1941) és un entrenador de ciclisme rus. Organitzador i líder del famosa Escola de ciclisme de Leningrad com també de l'institut d'educació fisica de Leningrad, ha format ciclistes com Aleksandr Krasnov, Viktor Manakov, Vladimir Osokin, Viatxeslav Iekímov, Dmitri Neliubin, Vladímir Ossokin, Mikhaïl Ignàtiev, Vera Kuznetsova o Kiril Svéixnikov. Des de 1984 fou entrenador de l'equip de pista de l'URSS.
Es va casar amb la seva alumna Galina Tsariova i és pare dels també ciclistes Nikolai i Alexei i de la tenista Svetlana Kuznetsova.